# Łucznictwo na Igrzyskach Europejskich 2015
Łucznictwo na Igrzyskach Europejskich 2015 – podczas zorganizowanych w Baku pierwszych igrzysk europejskich 128 sportowców rywalizowało w pięciu konkurencjach strzelania z łuku klasycznego (indywidualnych i drużynowych). Zawody rozegrano w dniach 16–22 czerwca na Stadionie Tofiqa Bəhramova w Baku.

## Kwalifikacje
System kwalifikacji oparto na łuczniczych Mistrzostwach Europy, które odbyły się w lipcu 2014 roku w armeńskim Wagharszapacie, oraz pierwszej rundzie Grand Prix w łucznictwie rozegranych w marcu 2015 roku w greckim Maratonie. „Limit kwalifikacyjny” na Igrzyska uzyskały odpowiednio osiem i cztery reprezentacje oraz odpowiednio 16 i sześciu zawodników z krajów, które nie awansowały na podstawie kryterium drużynowego.
Każdy komitet narodowy w ramach przyznanego limitu zgłosić mógł do zawodów po trzech zawodników każdej płci lub po jednym, jeżeli reprezentanci mieli uczestniczyć wyłącznie w konkursie indywidualnym. Dodatkowo każdy z uczestników konkursu drużynowego startować mógł także w pozostałych konkurencjach. Azerbejdżanowi jako gospodarzowi zagwarantowano sześć miejsc (trzy kobiety i trzech mężczyzn), a kolejnych sześć rozdysponowano niezależnie od kwalifikacji.

## Kalendarz
| OC | Ceremonia otwarcia | ● | Eliminacje | 1 | Finały | CC | Ceremonia zamknięcia |

| Czerwiec   | 12 Pią | 13 Sob | 14 Nie | 15 Pon | 16 Wto | 17 Śro | 18 Czw | 19 Pią | 20 Sob | 21 Nie | 22 Pon | 23 Wto | 24 Śro | 25 Czw | 26 Pią | 27 Sob | 28 Nie | Konkurencje |
| ---------- | ------ | ------ | ------ | ------ | ------ | ------ | ------ | ------ | ------ | ------ | ------ | ------ | ------ | ------ | ------ | ------ | ------ | ----------- |
| Łucznictwo |        |        |        |        | ●      | 1      | 2      | ●      | ●      | 1      | 1      |        |        |        |        |        |        | 5           |

## Rezultaty
| Konkurencja                         | Złoto                                                         | Srebro                                                                          | Brąz                                                                   |
| Kobiety indywidualnie (szczegóły)   | Karina Winter                                                 | Maja Jager                                                                      | Alicia Marín                                                           |
| Kobiety drużynowo (szczegóły)       | Włochy · Guendalina Sartori · Elena Toletta · Natalia Valeeva | Białoruś · Kaciaryna Cimafiejewa · Hanna Marusawa · Alena Tołkacz               | Ukraina · Weronika Marczenko · Anastasija Pawłowa · Lidija Siczenikowa |
| Mężczyźni indywidualnie (szczegóły) | Miguel Alvariño                                               | Sjef van den Berg                                                               | Anton Prilepow                                                         |
| Mężczyźni drużynowo (szczegóły)     | Ukraina · Heorhij Iwanicki · Markijan Iwaszko · Wiktor Ruban  | Hiszpania · Miguel Alvariño García · Juan Ignacio Rodríguez · Antonio Fernández | Holandia · Sjef van den Berg · Mitch Dielemans · Rick van der Ven      |
| Mikst (szczegóły)                   | Włochy · Natalia Valeeva · Mauro Nespoli                      | Gruzja · Chatuna Narimanidze · Lasza Pchakadze                                  | Ukraina · Lidija Siczenikowa · Heorhij Iwanicki                        |

## Tabela medalowa
| Miejsce | Państwo   | Złoto | Srebro | Brąz | Razem |
| ------- | --------- | ----- | ------ | ---- | ----- |
| 1       | Włochy    | 2     | 0      | 0    | 2     |
| 2       | Hiszpania | 1     | 1      | 1    | 3     |
| 3       | Ukraina   | 1     | 0      | 2    | 3     |
| 4       | Niemcy    | 1     | 0      | 0    | 1     |
| 5       | Białoruś  | 0     | 1      | 1    | 2     |
| 5       | Holandia  | 0     | 1      | 1    | 2     |
| 7       | Dania     | 0     | 1      | 0    | 1     |
| 7       | Gruzja    | 0     | 1      | 0    | 1     |
| Razem   | Razem     | 5     | 5      | 5    | 15    |